# Le Corsaire
Le Corsaire (Piraten) är en balett baserad på en dikt av Lord Byron. Baletten hade urpremiär den 23 januari 1856 med koreografi av Joseph Mazilier och musik av Adolphe Adam.